# Matrimonio igualitario en Letonia
El matrimonio igualitario en Letonia no es reconocido por la legislación. Además, en diciembre de 2005 una enmienda constitucional definió el matrimonio como una unión exclusiva entre un hombre y una mujer. Fue el tercer estado de la Unión Europea en definir constitucionalmente el matrimonio de ese modo tras Polonia y Lituania.
La enmienda fue firmada por la presidenta Vaira Vīķe-Freiberga que expresó que no se cambiaba la situación legal del matrimonio pues ya era considerado únicamente la unión entre un hombre y una mujer. Aclaró, en cualquier caso, que el Parlamento siempre podría modificarlo y que no era una discriminación contra gays y lesbianas.
El 12 de noviembre de 2020, el Tribunal Constitucional de Letonia dictaminó que la Constitución letona otorga a las parejas del mismo sexo el derecho a recibir los beneficios y protecciones que la ley letona otorga a las parejas casadas de sexos opuestos, y dio plazo al Saeima hasta el 1 de junio de 2022 para promulgar una ley que proteja parejas del mismo sexo. En diciembre de 2021, el Tribunal Supremo dictaminó que si el Saeima no aprobaba una legislación sobre uniones civiles antes de la fecha límite del 1 de junio de 2022, las parejas del mismo sexo podrían solicitar a un tribunal que se reconociera su relación. El Saeima no cumplió con este plazo y la primera unión entre personas del mismo sexo fue reconocida por el Tribunal Administrativo de Distrito el 30 de mayo de 2022. En 2023, el Saeima aprobó una legislación para permitir las uniones civiles entre personas del mismo sexo.